# Wushanmänniskan

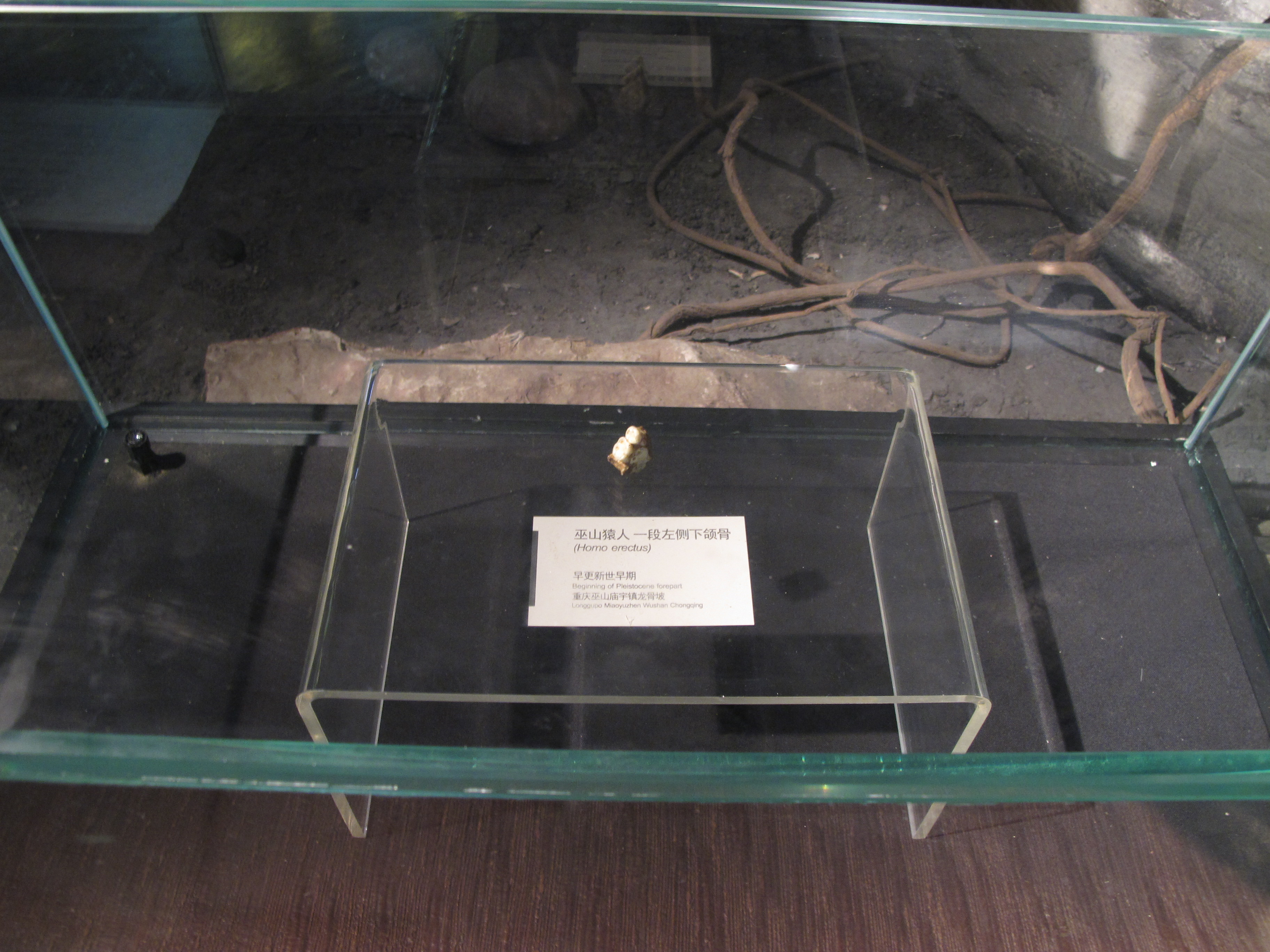
Underkäken från Wushanmänniskan utställd på Chongqing Three Gorge Museum.

Wushanmänniskan (巫山人; Wūshān rén) är ett fynd i Kina av en utdöd apa, men som tidigare ansågs vara en underart till Homo erectus. Wushanmänniskan är daterad till ungefär 2 miljoner B.P., vilket gör Wushanmänniskan 300 000 år äldre än Yuanmoumänniskan.
Fyndet består av ett nedre käkben, en framtand och mer än 230 stenverktyg. Fyndplatsen är Longgupo (龙骨坡) vid De tre ravinerna i Wushan härad i Chongqing storstadsområde och har grävts ut sedan 1985.
Fyndet av Wushanmänniskan gav, innan det visade sig vara en apa, stöd åt den omtvistade teorin att Homo erectus och Homo sapiens (dagens människa) har utvecklats separat.